# خبازة صينية
خبازة صينية (الاسم العلمي: Malva cathayensis ) هي نوع نباتي يتبع جنس الخبازة من الفصيلة الخبازية.  